# Webera clavaeformis
Webera clavaeformis là một loài rêu trong họ Bryaceae. Loài này được Hampe A. Jaeger mô tả khoa học đầu tiên năm 1875.